# 郷ノ浦祇園山笠
郷ノ浦祇園山笠（ごうのうらぎおんやまかさ）は、長崎県壱岐市の八坂神社に奉納される祇園祭の山笠行事である。
1737年（元文2年）に郷ノ浦で疫病が流行し、本町にあった造酒屋、住吉屋の杜氏が郷ノ浦の八坂神社に願をかけたところ疫病が治まったため、この御利益に感謝し、杜氏の故郷である津屋崎から手伝いを受け山笠を奉納したのが起源とされる。町をあげて毎年山笠を奉納するようになったのは、1750年（寛延3年）に再び疫病が流行したときからとされている。
祭は7月の第4土曜日・日曜日に開催され、本町流（ほんまちながれ）、下山流（しもやまながれ）、塞流（さいながれ）、新道流（しんみちながれ）の4流の山笠が町内を練り歩く。
明治時代には高さ10メートル以上の山笠もあり、電線が通った後も一時期までは運行のときだけ電線を外して高い山笠を運行していた。しかし時代の変化とともにそれが困難となり、山笠を廃止する意見も出たが、高さは4メートルまでに制限している。
以後様々な変遷を経て、現在は津屋崎系の舁き山笠が運行されている。担ぎ棒は前後に4本ずつ。石段を駆け上がる難所が見所である。